# عملات شيا الغربية

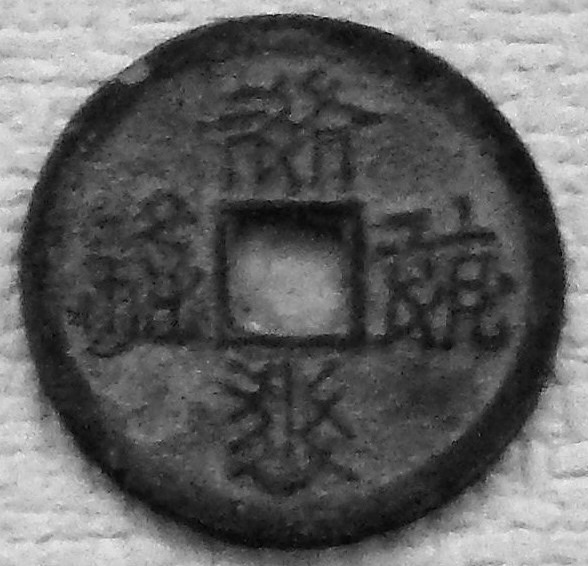
A tshjwu ꞏwu ljɨ̣ dzjɨj (𘀗𘑨𘏨𘔭) أو Qian You Bao Qian عملة نقدية مكتوبة بخط تانغوت.

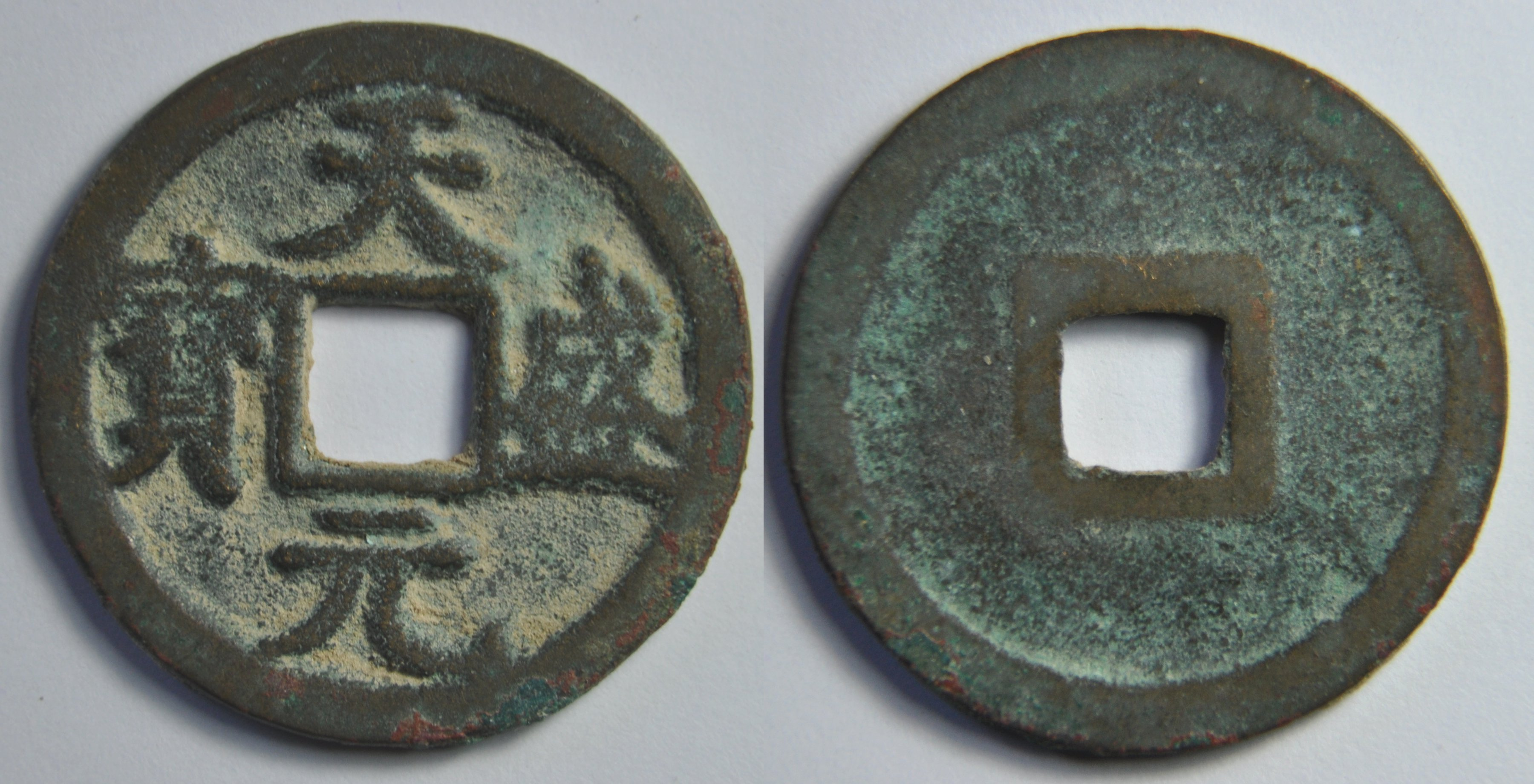
تيان شنغ يوان باو عملة صدرت في عهد الإمبراطور رينزونج.

كانت عملات شيا الغربية سلالة صينية بقيادة تانغوت والتي حكمت ما هي الآن التقسيمات الفرعية الشمالية الغربية الصينية لنينغشيا وقانسو وتشينغهاي الشرقية وشنشي الشمالية وشمال شرق شينجيانغ وجنوب غرب منغوليا الداخلية وجنوب منغوليا الخارجية من عام 1032 حتى عام 1227 عندما دمرها المغول. تأسست البلاد على يد شعب التانغوت؛ كما أن أقدم عملاتها المعدنية كانت مكتوبة بأحرف التانغوت، بينما كانت تكتب لاحقًا باللغة الصينية. على عكس عملات سلالة سونغ التي كانت تقرأ عادةً من الأعلى إلى الأسفل إلى اليمين إلى اليسار، فإن عملات شيا الغربية تقرأ في اتجاه عقارب الساعة حصريًا. وعلى الرغم من حقيقة أن العملات المعدنية كانت تُسك منذ أكثر من قرن ونصف، إلا أنه لم يُنتج سوى القليل منها بالفعل، وأصبحت العملات المعدنية من غرب شيا نادرة اليوم. على الرغم من أن شعب شيا الغربي كانوا يسكّون عملاتهم المعدنية الخاصة، إلا أن المقايضة ظلت مستخدمة على نطاق واسع.
في الأصل، من عام 1053 إلى عام 1068، كانت نقوش العملات النقدية مكتوبة حصريًا بخط التانغوت، وفي الفترة ما بين عامي 1068 و1206، سُكت العملات المعدنية بنقوش التانغوت والصينية، ولكن بعد عام 1206 أُستخدمت الأحرف الصينية فقط. بالمقارنة مع عملات سلالة لياو، كانت العملات المعدنية من غرب شيا تُصب بجودة فائقة، على الرغم من أن العملات البرونزية والحديدية المنتجة بين عامي 1149 و1193 فقط كانت تُصب بكميات كبيرة. عادةً ما يُنظر إلى الخط المستخدم في عملات فترة شيا الغربية النقدية على أنه ذو جودة عالية.
بعد ضم شيا الغربية إلى المغول، ظهرت نقوش تانغوت على عملة واحدة فقط من عهد أسرة يوان.

## تاريخ
بعد تأسيس دولة شيا الغربية، رفض شعب تانغوت، في محاولة لإحياء ثقافتهم العرقية والوطنية الأصلية، كل من الحروف الصينية والأزياء الصينية. سرعان ما ابتكر شعب التانغوت نظامًا أصليًا للكتابة، وقد استُخدم هذا النظام الكتابي حصريًا على العملات النقدية في عصر شيا الغربية السابق. كانت هذه العملات النقدية التانغوتية المبكرة تحتوي على نقوش مثل śjɨj ljo ljɨ̣ dzjɨj وذا نييج ljɨ̣ dzjɨj. كان نقش نص تانغوت على عملات شيا الغربية النقدية المبكرة يقرأ دائمًا في اتجاه عقارب الساعة (أعلى اليمين أسفل اليسار)، وتحتوي كل هذه العملات على نقوش تترجم إلى الإنجليزية على أنها "عملة ثمينة لـ" متبوعة بلقب الحكم. من المعروف أن العملات النقدية التي تحمل نقوشًا تانغوتية أُنتجت خلال ست فترات حكم مختلفة، ولكن من المحتمل أن يكون قد أُنتجت المزيد من المتغيرات.
أُكتشفت عملات نقدية تحمل نقوشًا تانغوتية في العصر الحديث مثل عملة تشنغده باوتشيان في عام 1999.
خلال فترة حكم تشيان يو (1139–1193) في عهد الإمبراطور رينزونغ، شهدت إمبراطورية غرب شيا ازدهارًا ملحوظًا بفضل الاستقرار السياسي والعسكري، إلى جانب النمو الاقتصادي المتسارع. كان الإمبراطور رينزونغ يُولي اهتمامًا بالغًا بالتعليم، حيث أسّس مدارس عديدة، من بينها الأكاديمية الإمبراطورية. كما قام بإرساء نظام للامتحانات الإمبراطورية مستوحى من النموذج الصيني، ما ساهم في ترسيخ القيم التعليمية والإدارية.
وفي هذه الحقبة، بدأت حكومة تانغوت تبدي احترامًا متزايدًا للفلسفة الكونفوشيوسية وثقافة أسرة سونغ، مما يدل على انفتاحها الثقافي وتقديرها للفكر الصيني. كذلك، تأثر الفن في إمبراطورية غرب شيا، بما في ذلك العملات المعدنية، بشكل كبير بالطابع الفني الصيني، ما يعكس عمق التبادل الثقافي بين الحضارتين.
وشهد هذا العصر أيضًا إنتاج عملات نقدية على طراز أسرة سونغ، وتبعت هذه العملات النقدية على طراز أسرة سونغ أيضًا تقليد سونغ في صب "العملات المتطابقة" (對錢 duì qián، 對品، duì pǐn، 和合錢، hé hé qián )، حيث أُستخدم نمطين أو أكثر من أنماط الخط الصيني المختلفة على العملات النقدية التي تحمل نفس عنوان العصر الصيني (أو فترة الحكم).

## قائمة العملات المعدنية التي أنتجتها أسرة شيا الغربية
كانت العملات النقدية المنتجة في عهد أسرة شيا الغربية تُصب إما باللغة التانغوتية أو باللغة الصينية.

## استخدام نص الختم على العملات النقدية في غرب شيا
وقد وثقت العديد من كتالوجات العملات الصينية والشرقية الأخرى على مر القرون العملات النقدية التي سكتها إمبراطورية شيا الغربية بأنها كانت مكتوبة بخط عادي أو بخط جاري ولكنها لم تكن مكتوبة بخط الختم. وقد تغير هذا في سبتمبر من عام 1984 مع اكتشاف عملة نقدية تحمل ختمًا من قوانغدينغ يوانباو، ومرة أخرى في عام 2012 مع اكتشاف عملة نقدية تحمل ختمًا من تشيان يو يوانباو. في حين أُكتشف عدد كبير من العملات النقدية المكتوبة بخط الختم قوانغدينغ يوانباو، إلا أنه من المعروف أن عملة نقدية واحدة فقط من تشيان يو يوانباو موجودة.
أُضيفت هذه المتغيرات المكتشفة حديثًا إلى كتالوجات العملات الصينية الأحدث باعتبارها متغيرات من "العملات النقدية المطابقة" لإمبراطورية شيا الغربية. في العصر الحديث، يعد اكتشاف مجموعة متنوعة جديدة من العملات الصينية حدثًا نادرًا، لذا فإن اكتشاف نص الختم Qianyou Yuanbao تسبب في قدر كبير من الإثارة بين جامعي العملات النقدية الصينية.

### الاختلافات في الأسلوب بين نص ختم قوانغدينغ يوانباو والعملات النقدية تشيان يو يوانباو

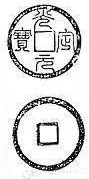
فرك من قوانغدينغ يوانباو (光定元寶) مع نقش مكتوب بخط الختم.

في أوائل سبتمبر من عام 1984 أُكتشف مخبأ من العملات النقدية القديمة في منطقة نينغشيا هوي ذاتية الحكم، ومن بين هذه العملات النقدية كانت يوانباو قوانغدينغ (光定元寶) مع نقش مكتوب بخط الختم. أُكتشفت هذه العملات النقدية بسبب الفيضانات المفاجئة التي حدثت في هيلانشان بالقرب من ينتشوان، والتي كانت تُعرف تاريخيًا باسم شينغتشينغ وكانت عاصمة إمبراطورية شيا الغربية. ومن بين العملات النقدية التي أُكتشفت خلال هذا الحدث كانت عملات هان، وتانغ، وسونغ، وخيتان لياو، وجورشن جين، والعديد من أنواع العملات النقدية الأخرى. كانت العملات النادرة التي وثقت سابقًا والتي عُثر عليها بعد هذه الفيضانات المفاجئة هي عملات سلالة لياو والعملات الذهبية، ولكن في ذلك الوقت لم يُرى ختم Guangding Yuanbao من قبل وكان يُعتقد أنه فريد من نوعه. هذه العملة النقدية الأولى من قوانغدينغ يوانباو ذات الختم يبلغ قطرها 25.3 ملم، وسمكها 1.4 ملم، ووزنها 4.3 جرام.

### تشيان يو يوانباو

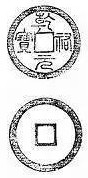
فرك من Qianyou Yuanbao (乾佑元寶) الفريد مع نقش نص الختم.

لفترة طويلة كان يُعتقد أن عملات قوانغدينغ يوانباو النقدية المنتجة نحو نهاية فترة شيا الغربية كانت العملات النقدية الوحيدة التي تحمل نقوشًا مكتوبة بالختم والتي أنتجتها الإمبراطورية. ومع ذلك، في عام 2012، اكتشف مزارع صيني مخبأ من العملات النقدية من عصر شيا الغربية في مقاطعة تونغشين، منطقة نينغشيا هوي ذاتية الحكم، ومن بين هذه العملات النقدية كانت عملة تشيان يو يوانباو (乾佑元寶) فريدة من نوعها مع نقش ختم مكتوب عليها. هذه العملة النقدية يبلغ قطرها 25.4 مليمترًا، وسمكها 1.5 مليمترًا، ووزنها 3.3 جرامًا، ويُقرأ نقشها في اتجاه عقارب الساعة.
نشر الدكتور تشو هو (朱浒) من معهد أبحاث الفنون بجامعة شرق الصين العادية كتابًا بعنوان "المجلد الأول من علم العملات الصيني" (simplified Chinese) تقييم لهذه العملة النقدية. وفقًا للدكتور تشو هو، فإن هذه العملة النقدية مستوحاة من نص الختم "العملات النقدية المطابقة" من عهد أسرة سونغ الشمالية. ويشير الدكتور تشو هو إلى أن حرف الختم "يو" (祐) مكتوب بنفس الطريقة المستخدمة في عملة جينجيو يوانباو (景祐元寶)، وجيايو يوانباو (嘉祐元寶)، ويوانيو تونغباو (元祐通寶) النقدية التي أصدرتها أسرة سونغ على مدار قرن من القرن العاشر حتى القرن الثاني عشر. في حين أن أحرف نص الختم "Yuan" (元) و"Bao" (寶) تشبه أحرف "Yuan" و"Bao" الموجودة في Xuanhe Yuanbao (宣和元寶)، وشخصيتها "Bao" (寶) تبدو مشابهة لنسخة نص الختم من Zhenghe Tongbao (政和通寶).
إن اكتشاف هذا الختم الفريد من نوعه لعملة تشيان يو يوانباو النقدية يعني أيضًا أن هذا النقش هو العملة النقدية الوحيدة لإمبراطورية شيا الغربية المعروفة بوجودها في ثلاثة أنواع مختلفة من الخطوط الصينية، في شكل نص عادي، ونص تشغيل، ونص ختم.
وفقًا لغاري أشكينازي من موقع Primaltrek، فهو يدعي أن حقيقة أن عملة Qianyou Yuanbao النقدية ذات الختم الفريد هذه مصنوعة بشكل جيد للغاية، وفي رأيه يمنح مصداقية للتكهنات بأن هذه العملة ربما صُبت كقطعة تجريبية أو عملة نمطية، وأن عددًا قليلًا جدًا من العملات النقدية التي تحمل هذا النقش والأسلوب الخطي ربما صُبت بالفعل للتداول العام.

### الاختلافات في الأسلوب بين نص ختم قوانغدينغ يوانباو والعملات النقدية تشيان يو يوانباو
يميل حرف ختم "يوان" (元) الموجود على عملات قوانغدينغ يوانباو النقدية إلى أن يكون به "التواءات وانعطافات" أكثر من النسخة "الأكثر كرامة" من "يوان" على نسخة ختم قوانغدينغ يوانباو، علاوة على ذلك، فإن حرف "يوان" المنقوش في أسفل قوانغدينغ يوانباو يلامس حافة العملة، بينما لا يلمس حرف "يوان" الموجود على عملة تشيان يو يوانباو حافة العملة. هناك فرق آخر بين هاتين العملات النقدية هو حقيقة أن "تاج" حرف الختم "باو" (宝) في عملة قوانغدينغ يوانباو له شكل "مربع" أكثر مقارنة بالشكل "المستدير" لحرف "باو" الموجود في نسخة الختم من عملة تشيان يو يوانباو.

## كنوز من العملات النقدية من غرب شيا
- في عام 1972 دان باوكيان (大安寶錢، عُثر على عملة نقدية) مكتوبة بخط تانغوت في موقع لياو شانغجينج، ليندونج، باارين، منغوليا الداخلية.[10]